# Король в Нью-Йорке
«Король в Нью-Йорке» (англ. A King in New York) — кинофильм Чарльза Чаплина, вышедший на экраны в 1957 году.

## Сюжет
Король Игорь Шадов (Чарльз Чаплин) после революции в своей стране Эстровии уезжает в Нью-Йорк. Король заявляет, что его свергли за то, что он хотел применять атомную энергию не для производства бомб, а для промышленных целей. Он восхваляет Америку с таким воодушевлением, что едва замечает, как у него снимают отпечатки пальцев.
Оставшись без средств к существованию, он вынужден сниматься в рекламе. Во время визита в одну из школ король знакомится с Рупертом Макаби (Майкл Чаплин) — сыном американских коммунистов, который даже изучает произведения Карла Маркса. Отец и мать мальчика были вызваны в Комиссию по расследованию антиамериканской деятельности и осуждены на два года тюрьмы за оскорбление Конгресса. Король обвиняется в связях с коммунистами, и предстаёт перед слушаниями Комиссии. Его признают «дружественным свидетелем», непричастным к делу. Добиваясь освобождения своих родителей, Руперт согласился содействовать Комиссии. Он «назвал» агентам ФБР друзей отца и матери — коммунистов. Мальчик, подавленный стыдом и отчаянием, рыдает, закрыв лицо руками. Король со своим верным послом отлетают в Европу.

## В ролях
- Чарльз Чаплин — король Шадов (дублировал Иннокентий Смоктуновский)
- Максин Одли — королева Ирен (дублировала Валентина Караваева)
- Джерри Десмонд — премьер-министр Вудель (дублировал Артём Карапетян)
- Доун Аддамс — Энн Кей (дублировала Надежда Румянцева)
- Оливер Джонстон — посол Жамье (дублировал Олег Мокшанцев)
- Майкл Чаплин — Руперт Макаби (дублировала Александра Назарова)
- Джон Макларен — отец Макаби, коммунист (дублировал Александр Белявский)
- Джоан Ингрэм — Мона Кромвель (дублировала Ольга Маркина)
- Сид Джеймс — Джонсон, рекламщик (дублировал Юрий Саранцев)
- Гарри Грин — адвокат (дублировал Константин Тыртов)

Режиссёр советского дубляжа — Елена Арабова.

## Факты
- Это первый фильм, который Чаплин поставил на своей родине — в Великобритании.
- Фильм был снят в Великобритании на студии «Шеппертон» и до 1973 года не демонстрировался в США. Сам Чаплин так прокомментировал отсутствие показа в США: «Если я и отказался показывать свой фильм в Соединённых Штатах, то я уверен, что мое решение совпадает с решением ваших властей: никогда ваша цензура не позволила бы демонстрировать этот фильм».
- Последний фильм Чарли Чаплина, в котором заглавную роль исполнял он сам, и последний его чёрно-белый фильм. После этого он снимет ещё один фильм, уже цветной — «Графиня из Гонконга»[2].

## Релиз
Фильм выпускался на VHS с конца 1970-х. В СССР в 1980-е годы версия фильма с советским дубляжем была выпущена на видеокассетах видеокомпанией «Видеопрограмма Госкино СССР». В России в 2002 году была выпущена отреставрированная версия с закадровым переводом на VHS и DVD распространителем и изготовителем «Деваль Видео». Выпускался также на DVD студией «Интеракт» с русскими субтитрами.